# Otostomum
Otostomum es un género de foraminífero, planctónico y/o bentónico, de estatus incierto, aunque considerado un sinónimo posterior de Bifarina de la subfamilia Gublerininae, de la familia Heterohelicidae, de la superfamilia Heterohelicoidea, del suborden Globigerinina y del orden Globigerinida. Su especie tipo era Otostomum strophoconus. Su rango cronoestratigráfico abarcaba el Cretácico superior.

## Descripción
Su descripción podría coincidir con la del género Bifarina, ya que Otostomum ha sido considerado un posible sinónimo subjetivo posterior.

## Discusión
El estatus de Otostomum es incierto ya que no fue suficientemente descrito ni tampoco fue figurado. No obstante, ha si considerado un sinónimo posterior del planctónico Bifarina de la familia Heterohelicidae, o bien un sinónimo posterior del bentónico Pleurostomella de la familia Pleurostomellidae. Clasificaciones posteriores incluirían Otostomum en el orden Heterohelicida.

## Clasificación
Otostomum incluía a la siguiente especie:
- Otostomum strophoconus †